# Cư Pui
Cư Pui là một xã thuộc tỉnh Đắk Lắk, Việt Nam.

## Địa lý
- Phía đông giáp huyện M'Drắk ranh giới tự nhiên là sông Krông Pắk
- Phía nam giáp xã Cư Drăm
- Phía tây giáp xã Hòa Phong
- Phía bắc giáp huyện Ea Kar.

Xã Cư Pui có diện tích 173,31 km². Đây là một trong những xã có diện tích lớn của huyện Krông Bông, tương đương diện tích của nhiều huyện, thị xã, quận, thành phố đồng bằng trong cả nước.
Theo Tổng điều tra dân số năm 1999, xã Cư Pui có dân số 5.630 người. Xã Cư Pui có nhiều dân tộc sinh sống, trong đó Êđê và M'Nông là các dân tộc bản địa, ngoài ra còn có người Kinh, Mường, H'Mông, Thái, Tày.
Theo thống kê năm 2019, xã Cư Pui có diện tích 173,31 km², dân số là 13.880 người, mật độ dân số đạt 80 người/km².

## Hành chính
Xã Cư Pui được chia thành 13 thôn, buôn.

## Lịch sử
Xã Cư Pui được thành lập năm 1987 theo Quyết định số 17/QĐ-HĐBT ngày 12/02/1987. Theo Quyết định này, xã Krông Bông được chia thành 3 xã: Cư Pui, Cư Drăm và Yang Mao.

## Du lịch
- Xã Cư Pui nằm trong địa bàn của Vườn quốc gia Chư Yang Sin. Hiện nay tài nguyên rừng ở đây đang bị người dân nhập cư và dân bản địa khai phá gần như kiệt quệ, chủ yếu để làm nương rẫy[cần dẫn nguồn]
- Di tích lịch sử Hang đá Đắk Tur.